# Marianne Stresow

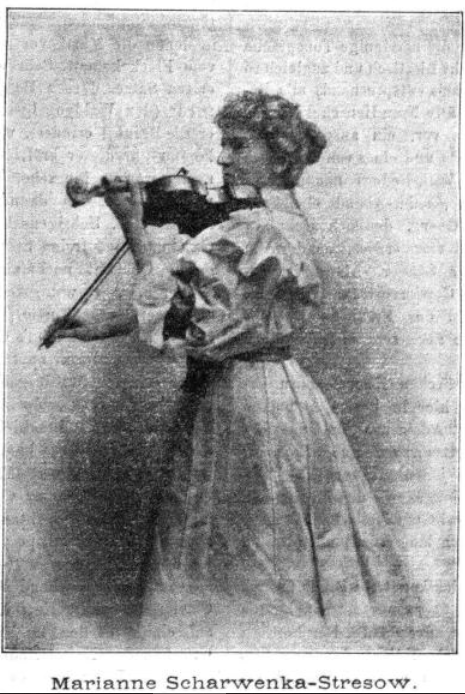
Marianne Stresow (Österreichische Musik- und Theaterzeitung, 1896)

Marianne Auguste Wilhelmine Stresow, verh. Scharwenka, auch Marianne Scharwenka-Stresow (* 25. Februar 1856 in Berlin; † 24. Oktober 1918 in Charlottenburg bei Berlin) war eine deutsche Violinistin, Musikpädagogin und Komponistin.

## Leben
Marianne Stresow war die Tochter des russischen Hofopernsängers Carl Stresow in Berlin und dessen Ehefrau Augusta geb. Diesenroth. Zusammen mit ihren Geschwistern erhielt sie eine frühe musikalische Ausbildung und trat auch früh mit ihren Geschwistern auf. Erste öffentliche Auftritte sind ab 1867 nachweisbar. Stresow erhielt Violin-Unterricht von dem Berliner königlichen Konzertmeister Leopold Ganz und studierte von 1870 bis 1874 Violine an der Königlichen Hochschule für Musik bei Heinrich de Ahna. Später erhielt sie auch Unterricht von Martin Marsick und Pablo de Sarasate. Nach ihrem Studium konzertierte sie erfolgreich als Solistin und Kammermusikerin, sowohl in Deutschland als auch international. So trat sie z. B. regelmäßig in Berlin und im Leipziger Gewandhaus auf und später zusammen mit dem Berliner Philharmonischen Orchester. 1878/79 absolvierte sie mit dem Damen-Quartett Caecilia, bestehend aus Klavier, Cello, Viola, Violine, gegründet von Josephine Weinlich, Tourneen durch Skandinavien und Deutschland. Mit ihrem Vater unternahm sie 1869 eine Konzertreise durch Nordamerika.
1880 heiratete sie den Komponisten und Musikpädagogen Philipp Scharwenka und wandte sich fortan der Musikpädagogik zu, gab aber auch weiterhin Konzerte. An dem Klindworth-Scharwenka-Konservatorium ihres Schwagers Xaver Scharwenka unterrichtete sie von 1881 bis 1907 sowie von 1916 bis 1918 als Lehrerin für Violine und Viola. Außerdem sind einige Kompositionen von ihr überliefert, u. a. zwei Concertini für Violine und Klavier (op. 5 und op. 10) sowie Violinstudien für Technik und Vortrag im Anschluss an Kreutzers Etüden (op. 6).
Mit ihrem Scharwenka-Trio unternahm Marianne Scharwenka-Stresow zusammen mit Agda Lysell (Klavier) und Josephine Donat (Cello) 1897 eine Konzertreise.
Ihre letzte Wohnadresse in Charlottenburg befand sich in der Marchstraße 3, in der Nähe des heutigen Ernst-Reuter-Platzes (bis 1953 hieß der Platz Am Knie).